# Conseil exécutif des îles Malouines
Le Conseil exécutif des Îles Malouines (en anglais : Executive Council of the Falkland Islands ; en espagnol : Consejo Ejecutivo de las Islas Malvinas) est la branche executive de ce Territoire britannique d'outre-mer. Il est organisé sous la forme d'un directoire composé du chef de l'exécutif, du directeur des finances et du Président de l'assemblée, pour des mandats d'un an renouvelables.
Ces membres siègent à l'assemblée législative des îles Malouines mais n'ont pas le droit de vote.